# Macrogastra ventricosa
Macrogastra ventricosa е вид коремоного от семейство Clausiliidae.

## Разпространение
Видът е разпространен в Северна и Централна Европа. Среща се в Норвегия, Швеция, Финландия, Естония, Латвия, Литва, руската Калининградска област, Германия, Полша, Чехия, Словакия, Швейцария, Австрия, Унгария, Словения и Украйна.